# تازه كند مسقران (آذغان)
تازه کند مسقران (بالفارسية: تازه‌کند مسقران) هي منطقة سكنية تقع في إيران في قسم آذغان الریفي. يقدر عدد سكانها بـ 319 نسمة .